# Дмитрівський хімічний завод
57°25′22″ пн. ш. 42°07′29″ сх. д. / 57.4227° пн. ш. 42.1246° сх. д.
Дмитрівський хімічний завод (рос. Дмитриевский химический завод) — знищений хімічний завод, розташований у Кінешмі, другому за величиною місті Івановської області, Росія  Він виробляв бутилацетат та інші продукти, включаючи промислові розчинники.
У квітні 2022 року на об'єкті відбулася пожежа. Численні видання відзначають, що пожежа сталася в той же день, що й загадкова пожежа в ЦНДІ Військово-космічної оборони Росії в Твері.